# Gifted & Black
Gifted & Black från 1970 är ett musikalbum av Nina Simone. Det här är kanske de tidigaste inspelningarna med Simone, gjorda i Philadelphia 1955(?) och troligen inte avsedda att ges ut. Men 1970 gavs albumet ut och då med pålagda stråkar i arrangemang av Monk Higgins.

## Låtlista
1. Black Is the Color (trad) – 3:06
2. Since My Love Has Gone (Aaron Neville/Herbert Wasserman) – 3:57
3. Blue Prelude (Gordon Jenkins/Joe Bishop) – 4:36
4. Spring Is Here (Richard Rogers/Lorenz Hart) – 4:19
5. Porgy (George Gershwin/Ira Gershwin/DuBose Heyward) – 3:59
6. Remind Me (Jerome Kern/Dorothy Fields) – 3:41
7. Near to You (Wilbert Harrison) – 4:22
8. The Thrill Is Gone (Ray Henderson/Lew Brown) – 5:32